# Wojnomir
Wojnomir lub Vojnomir, także Vojnomir Słowianin (chorw. Vojnomir Slaven, łac. Wonomyrus Sclavus) – słowiański dowódca w służbie frankijskiej z końca VIII w.; dawniej postrzegany jako władca Księstwa Dolnopanońskiego; o jego istnieniu wspominają jedynie roczniki frankijskie (Annales Laurissens Maiores) w kontekście frankijskiej wyprawy przeciwko Awarom przeprowadzonej w roku 795.

## Życiorys
Pod koniec VIII w. Karol Wielki prowadził na obszarze Panonii wojny z Awarami, zmierzające do ich całkowitego podboju i poszerzenia granic państwa frankijskiego. Po czteroletnich wojnach, inicjatywę przejął margrabia marchii Friulskiej – Eryk. W tym czasie roczniki frankijskie, Annales Laurissens Maiores, wspominają słowiańskiego wodza – Wojnomira. Z informacji zawartej w rocznikach wynika, iż na jesień 795 r. margrabia Eryk wysłał do Panonii swoich ludzi z Wojnomirem na wojnę z Awarami. Najazd zakończył się sukcesem. Wojnomir, na czele konnego oddziału, wraz z Erykiem mieli przebić się do centrum awarskiego kaganatu i zrabować wewnętrzny ring (między Dunajem a Cisą), tj. stolicę kaganatu z niezwykle bogatym skarbcem.

## Badania
Imię słowiańskiego wodza zapisano w rocznikach w postaci Wonomyro lub Uuonomiro. Z zapisków wynika, że w czasie najazdu Franków na Awarów po stronie frankijskiej walczyli Słowianie pod wodzą Wojnomira, jednak nie wiadomo czy mowa jest o Karantanach, Słowianach panońskich, czy Chorwatach z rejonu Dalmacji (zob. Chorwacja Dalmatyńska). Najprawdopodobniej Wojnomir już wcześniej służył u Franków, w innym przypadku nie powierzono by mu dowództwa nad siłami frankijskimi w tak istotnym militarnym przedsięwzięciu, jak pokonanie Awarów. Prawdopodobnie słowiański wódz przyłączył do Franków pewne grupy słowiańskich wojów walczących we wspólnym interesie, choć nie można wykluczać, iż był on tylko wybitną słowiańską jednostką w szeregach frankijskich. Nie ma dokładnych informacji co do etnicznego pochodzenia Wojnomira, ani obszaru, na którym działał.
Postać Wojnomira, jeśli nie liczyć późniejszych źródeł opartych na Annales Laurisenses Maiores, nie jest znana z żadnych innych tekstów pisanych. Starsza romantyczna historiografia dopatrywała się w Wojnomirze władcy (księcia) Księstwa Dolnopanońskiego, poprzednika księcia Ljudevita. Obecnie hipotezę tę uznaje się za bezpodstawną, ponieważ żadne źródła, zwłaszcza bliskie wydarzeniom Annales Laurissens Maiores, nie określają Wojnomira mianem dux lub rex, podczas gdy powszechnie stosują tę nomenklaturę wobec innych postaci. Związki Wojnomira z obszarem Dolnej Panonii poddała krytyce chorwacka badaczka, Nada Klaić, argumentując, że tereny te nie uznawały jeszcze w 795 r. zwierzchnictwa monarchii karolińskiej, jest więc mało prawdopodobne, aby ich władcy uczestniczyli w walkach z Awarami. Brakuje również przesłanek pozwalających przypuszczać, aby Wojnomir należał do władców wielkomorawskich, czy karantańskich. Przeciwko tym hipotezom przemawia brak imienia Wojnomir wśród książąt Karyntii wspomnianych w dziele Conversio Bagoariorum et Carantanorum. Nie można wykluczyć, że Wojnomir był tylko jednym z mieszkańców Friuli, pozostając na służbie margrabiego Eryka. Należy również zauważyć, że Bizancjum w owym czasie chętnie korzystało z usług dowódców słowiańskich, zatem nie ma podstaw, aby sądzić, iż Frankowie postępowali inaczej.